# Suçargues
Suçargues (en francès Sussargues) és un municipi occità del Llenguadoc, situat a la regió d'Occitània, al departament de l'Erau.